# Culex neglectus
Culex neglectus är en tvåvingeart som beskrevs av Lutz 1904. Culex neglectus ingår i släktet Culex och familjen stickmyggor. Inga underarter finns listade i Catalogue of Life.